# Nguyễn Huy Thiệp
Nguyễn Huy Thiệp (29 tháng 4 năm 1950 - 20 tháng 3 năm 2021) là nhà văn đương đại Việt Nam trong địa hạt kịch, truyện ngắn và tiểu thuyết với những góc nhìn mới, táo bạo; được truy tặng Giải thưởng Nhà nước về Văn học Nghệ thuật vào năm 2022.
Ông xuất hiện khá muộn trên văn đàn nhưng được coi là người đạt đỉnh cao nghệ thuật của truyện ngắn với một loạt tác phẩm như: Tướng về hưu, Không có vua, Tuổi 20 yêu dấu, Những ngọn gió Hua Tát, Những người thợ xẻ, Chảy đi sông ơi, Con gái thủy thần, Kiếm sắc, Vàng lửa, Phẩm tiết...

## Tiểu sử
Nguyễn Huy Thiệp sinh ngày 29 tháng 4 năm 1950 tại Thái Nguyên, quê ở huyện Thanh Trì, thành phố Hà Nội. Thuở nhỏ ông cùng gia đình lưu lạc khắp nông thôn đồng bằng Bắc Bộ, từ Thái Nguyên qua Phú Thọ, Vĩnh Phúc.
Năm 1960, gia đình chuyển về quê, định cư ở xóm Cò, thôn Khương Hạ, xã Khương Đình, huyện Thanh Trì, Hà Nội. Năm 1970, ông tốt nghiệp khoa sử Trường Đại học Sư phạm Hà Nội và, theo ông, bị đưa về làng dạy học tại Tây Bắc Bộ đến năm 1980, vì bố ông có làm việc với Pháp cho nên lý lịch ông bị xếp vào loại "không sạch". Năm 1980, ông chuyển về làm việc tại Bộ Giáo dục và Đào tạo, sau đó làm việc tại Công ty Kỹ thuật trắc địa bản đồ, Cục Bản đồ cho đến khi rời cơ quan nhà nước vào năm 1992.
Đến với văn học từ khá sớm, như có lần ông tự bạch: "tôi đọc sách từ năm 10 tuổi", viết những truyện ngắn đầu tiên cũng khá sớm (một số truyện ngắn trong Những ngọn gió Hua Tát viết năm 21 tuổi), nhưng Nguyễn Huy Thiệp chỉ vụt sáng từ những truyện in trên báo Văn Nghệ năm 1986, khi đã 36 tuổi. Rồi chỉ một năm sau đó, năm 1987 với Tướng về hưu, ông đã có một vị trí xác lập trên văn đàn Việt Nam.
Ông qua đời ngày 20 tháng 3 năm 2021 tại nhà riêng ở phố Bùi Xương Trạch, quận Thanh Xuân, Hà Nội.

## Sự nghiệp
Ông xuất hiện khá muộn trên văn đàn Việt Nam với vài truyện ngắn đăng trên báo Văn nghệ năm 1986. Năm 1996, Tiểu Long Nữ, "tiểu thuyết đầu tay", là cuốn tiểu thuyết đầu tiên của ông được chính thức xuất bản bởi Nhà xuất bản Công an nhân dân.
Nguyễn Huy Thiệp là hiện tượng độc đáo của văn học Việt Nam thời kỳ đổi mới, để lại sức ảnh hưởng và dấu ấn lâu dài trên văn đàn. Ông viết nhiều thể loại: truyện ngắn, thơ, tiểu thuyết, tiểu luận văn chương, kịch... nhưng đặc sắc nhất là truyện ngắn. Truyện ngắn của ông có cấu trúc, nhân vật, ngôn ngữ, cách triển khai riêng biệt, ảnh hưởng đến nhiều cây bút trẻ; chỉ thoáng đọc đã nhận ra ngay "chất Nguyễn Huy Thiệp đặc sệt" trong sáng tác của họ. Đó là những câu văn ngắn, tốc độ nhanh, ngữ pháp đơn giản nhưng sắc lẹm, nhiều ẩn dụ, có lúc thật tinh khôi, có lúc thật ám ảnh, ma mị. Nhiều nhà phê bình gọi đó là lối văn tự sự mang xu hướng tự thuật, cô đọng, ngắn gọn, gọi thẳng tên sự việc hiện tượng, rất ít dùng phương pháp uyển ngữ.
Tác phẩm của Nguyễn Huy Thiệp in dấu ấn khá đậm nét về nông thôn và những người lao động. Sở trường của ông là truyện ngắn, mảng đề tài đa dạng gồm lịch sử và văn học, hơi hướng huyền thoại và cổ tích, xã hội Việt Nam đương đại, xã hội làng quê và những người lao động.
Một trong những mảng đề tài đặc sắc nhất của truyện ngắn Nguyễn Huy Thiệp là nông thôn, với Chảy đi sông ơi (1985), Những bài học nông thôn (1988), Thương nhớ đồng quê (1992, đã dựng thành phim năm 1995), Chăn trâu cắt cỏ (1996), Chú Hoạt tôi (2001)... Mảng đề tài thứ hai là về miền rừng núi, mang dấu ấn 10 năm ông dạy học ở Tây Bắc. Đó là những truyện ngắn xuất sắc: Những ngọn gió Hua Tát (1971-1986), Muối của rừng (1986), Những người thợ xẻ (1988, đã dựng thành phim năm 1998)... Và một mảng đề tài nữa là cuộc sống thị dân: Huyền thoại phố phường (1983), Tướng về hưu (1986, đã dựng thành phim năm 1988), Không có vua (1987)... Tuy được viết về khía cạnh ngột ngạt, bức bối nhưng vẫn đặt ra được những câu hỏi về lẽ sống, nhân cách và lòng yêu thương con người.
Ngoài ra ông còn viết kịch, thơ (chưa xuất bản tập thơ nào, nhưng xuất hiện khá nhiều trong các truyện ngắn của ông) và tiểu luận phê bình đăng trên nhiều báo, tạp chí trong nước. Tác phẩm của Nguyễn Huy Thiệp đã được dịch ra nhiều tiếng nước ngoài.
Năm 2004, bài viết "Trò chuyện với hoa thủy tiên và những nhầm lẫn của nhà văn" của ông, đăng trên Tạp chí Ngày nay, tạo ra những tranh luận sôi nổi trong giới văn chương một thời gian dài trên báo Văn nghệ và một số trang mạng tại Việt Nam.
Năm 2022, ông được truy tặng Giải thưởng Nhà nước về Văn học Nghệ thuật với các tác phẩm: Tướng về hưu (truyện ngắn) và Những ngọn gió Hua Tát (tập truyện ngắn).

## Tác phẩm
- Tâm hồn mẹ (truyện ngắn 1982) được cải biên thành phim cùng tên (2011)[7]
- Muối của rừng, Nàng Sinh, Cô Mỵ (tháng 5/1986, 3 truyện ngắn được xuất bản đầu tiên), Tuần báo Văn Nghệ[8]
- Vết trượt (9/1986), Tuần báo Văn Nghệ
- Tướng về hưu (6/1987, đã được dựng thành phim cùng tên năm 1988)[9]
- Những ngọn gió Hua Tát, Nhà xuất bản Văn hóa, Hà Nội, 1989.
- Tác phẩm và dư luận, Tạp chí Sông Hương, Nhà xuất bản Trẻ, Huế, 1989.
- Nguyễn Huy Thiệp - Tác phẩm và dư luận, tác giả: Nguyễn Huy Thiệp, Hoàng Ngọc Hiến, Tạ Ngọc Liễn, Thùy Sương, Đỗ Văn Khang, Nhà xuất bản Trẻ, 1990.
- Tác phẩm và dư luận tái bản, Nhà xuất bản Hồng Lĩnh, California, 1991.
- Thương nhớ đồng quê (1992, đã được dựng thành phim cùng tên năm 1995)
- Con gái thủy thần, Nhà xuất bản Hội Nhà văn, Hà Nội, 1993.
- Xuân Hồng, Nhà xuất bản Tân Thư, California, 1994.
- Như những ngọn gió (tuyển tập), Nhà xuất bản Văn học, Hà Nội, 1995.
- Truyện ngắn chọn lọc Nguyễn Huy Thiệp, Nhà xuất bản Hội Nhà văn, Hà Nội, 1995.
- Tiểu Long Nữ[10] (tiểu thuyết), Nhà xuất bản Công an nhân dân, 1996.
- Thương cả cho đời bạc, Nhà xuất bản Văn hóa Thông tin, Hà Nội, 2000.
- Mưa Nhã Nam, Nhà xuất bản Văn Học, Hà Nội, 2001.
- Tuyển tập truyện ngắn Nguyễn Huy Thiệp, Nhà xuất bản Phụ nữ, Hà Nội, 2001.
- Suối nhỏ êm dịu (kịch), Báo Văn nghệ, California, 2001.
- Tuổi hai mươi yêu dấu (tiểu thuyết), Nhà xuất bản E'ditions de l'Aube, 2002.  Sách vốn hoàn thành vào tháng 1/2003, đã được dịch ra tiếng Pháp và xuất bản từ năm 2005, cũng như được phát hành ở nhiều nước như Pháp, Bỉ, Thụy Sĩ, Canada. Vì ngôn ngữ nhạy cảm, cuốn tiểu thuyết phải chờ đợi 15 năm trước khi phát hành trong nước vào năm 2018
- Truyện ngắn Nguyễn Huy Thiệp, Nhà xuất bản Trẻ, 2003.
- Tuyển tập kịch Nguyễn Huy Thiệp, Nhà xuất bản Trẻ, 2003.
- Giăng lưới bắt chim, Đông A, Nhà xuất bản Hội Nhà văn, Hà Nội, 2006.
- Gạ tình lấy điểm (tiểu thuyết), Nhà xuất bản Hội Nhà văn, 2007.
- Kiếm sắc, Vàng lửa, Phẩm tiết (tập truyện ngắn), Nhà xuất bản Đa Nguyên.
- Mổ nhà văn (kịch, bút danh Thích Thiện Ngân), trang mạng Talawas.

## Quan niệm
- "...Nhìn vào danh sách 1000 hội viên Hội Nhà văn Việt Nam người ta đều thấy đa số đều già nua không có khả năng sáng tạo và hầu hết đều..."vô học", tự phát mà thành danh. Trong số này có tới hơn 80% là nhà thơ tức là những người chỉ dựa vào "cảm hứng" để tùy tiện viết ra những lời lẽ du dương phù phiếm vô nghĩa nhìn chung là lăng nhăng, trừ có dăm ba thi sĩ tài năng thực sự (số này đếm trên đầu ngón tay) là còn ghi được dấu ấn ở trong trí nhớ người đời còn toàn bộ có thể nói là vứt đi cả..."[11]
- "Tôi đã sống như một con thú" [12]
- "Ở Việt Nam người ta phải có khả năng chờ đợi. Đôi khi, guồng máy chính trị mở ra, rồi lại đóng kín lại. Khi mình bắt được cơ hội đúng lúc - và việc này tôi rất khá - thì nhiều việc không thể ngờ nhưng cũng có thể xảy ra ở nước tôi" [13]

## Phê bình
| “                    | Văn chương của Nguyễn Huy Thiệp đã đọc thì không thể rời mắt, mỗi câu, mỗi từ đều tròn trịa, không thừa, không thiếu. Ông viết về những vấn đề của cuộc sống xã hội mà trước đó chưa ai nói, bằng cách viết và bút pháp rất riêng biệt. Một số tác phẩm của ông đi vào đầu tôi một cách tự nhiên, đọc xong gần như tôi đã thuộc lòng. | ” |
| — Nhà văn Nguyễn Trí | |   |

| “                        | Thể xác tan rồi. Như sương khói trong đôi mắt ông kia. Nhưng văn chương của ông, nhà văn Nguyễn Huy Thiệp tạo ra vẫn đổ bóng dài, thử thách mãi các nhà văn đương đại! | ” |
| — Nhà văn Nguyễn Văn Thọ | |   |

## Vinh danh
- Giải thưởng Nhà nước về Văn học Nghệ thuật (2022)

### Giải thưởng văn học
- Giải thưởng Hội Nhà văn Hà Nội cho tiểu luận văn chương Giăng lưới bắt chim (2006)[5]
- Huân chương Văn học Nghệ thuật Pháp (2007)[1][16]
- Giải Nonino Risit d'Âur (2008)[17] (giải thưởng Premio Nonino, Italy)[1]
- Giải thưởng thành tựu văn học trọn đời của Hội Nhà văn Hà Nội truy tặng cho cố nhà văn Nguyễn Huy Thiệp và các tác phẩm của ông.[18]